# Macrauchenia
Macrauchenia byl velký býložravý savec, který žil v pleistocénu na území Jižní Ameriky. Dosahoval délky až 3 metry a váhy přes 900 kg. Měl dlouhý krk a malý chobot, který mu patrně sloužil k přidržení větví, aby mohl lépe požírat listí. Stavba končetin jim umožňovala kličkovat ve velké rychlosti a tak unikat predátorům, dokázali také uštědřovat silné kopance podobně jako velbloudi. Celý rod vyhynul zhruba před deseti tisíci lety, zřejmě v důsledku příchodu prvních loveckých populací na dosud lidmi neobydlený kontinent.
Pozůstatky tohoto živočicha objevil jako první Charles Darwin v Patagonii roku 1834.
Macrauchenia vystupuje v dokumentu Putování s pravěkými zvířaty a animovaném filmu Doba ledová.